# Aureolaria pedicularia
Aureolaria pedicularia là loài thực vật có hoa thuộc họ Cỏ chổi. Loài này được (L.) Raf. ex Farw. mô tả khoa học đầu tiên năm 1918.